# Kopernio
 Kopernio è una startup tecnologica nata allo scopo di facilitare i ricercatori nel reperimento su Internet degli articoli delle riviste scientifiche, disponibile per una consultazione gratuita e integrale, nel rispetto della normativa sul diritto d'autore. Utilizzando l'intelligenza artificiale, Kopernio seleziona le basi di conoscenza alle quali l'utente è abbonato e ricerca al loro interno le molteplici versioni esistenti della pubblicazione desiderata, che siano consultabili integralmente.
Fu fondata nel 2017 da Jan Reichelt, cofondatore di Mendeley, insieme a Ben Kaube, cofondatore di Newsflo, ha sviluppato un plugin che consente agli utenti in abbonamento attraverso le biblioteche della rispettiva istituzione scolastica di aver accedere alle riviste in abbonamento, all'interno o all'esterno del campus.
Ad aprile del 2018 la società fu acquisita da Clarivate Analytics, in vista di un'integrazione di Kopernio all'interno di Web of Science. Contestualmente, Reichelt e Kaube sono rispettivamente diventati i direttori esecutivi di Web of Science e di Kopernio.